# Força Tigre de Toda Tripura
Força Tigre de Toda Tripura (em inglês:  All Tripura Tiger Force, ATTF), ou também Força dos Tigres de Tripura, é um grupo insurgente nacionalista tripuri ativo no estado indiano de Tripura. Foi fundado em 11 de julho de 1990 por um grupo de ex-membros do Voluntariado Nacional de Tripura sob a liderança de Ranjit Debbarma. A ATTF é considerada uma organização terrorista pela Índia.  De acordo com o  South Asian Terrorism Portal, aproximadamente 90% da administração da ATTF são hindus e o restante são cristãos.  O grupo teria sido formado como o braço armado da Frente de Libertação Nacional de Tripura, mas desde então parece ter se dividido em sua própria organização.  O grupo está sediado em Tarabon, em Bangladesh.